# Casa de Mendoza

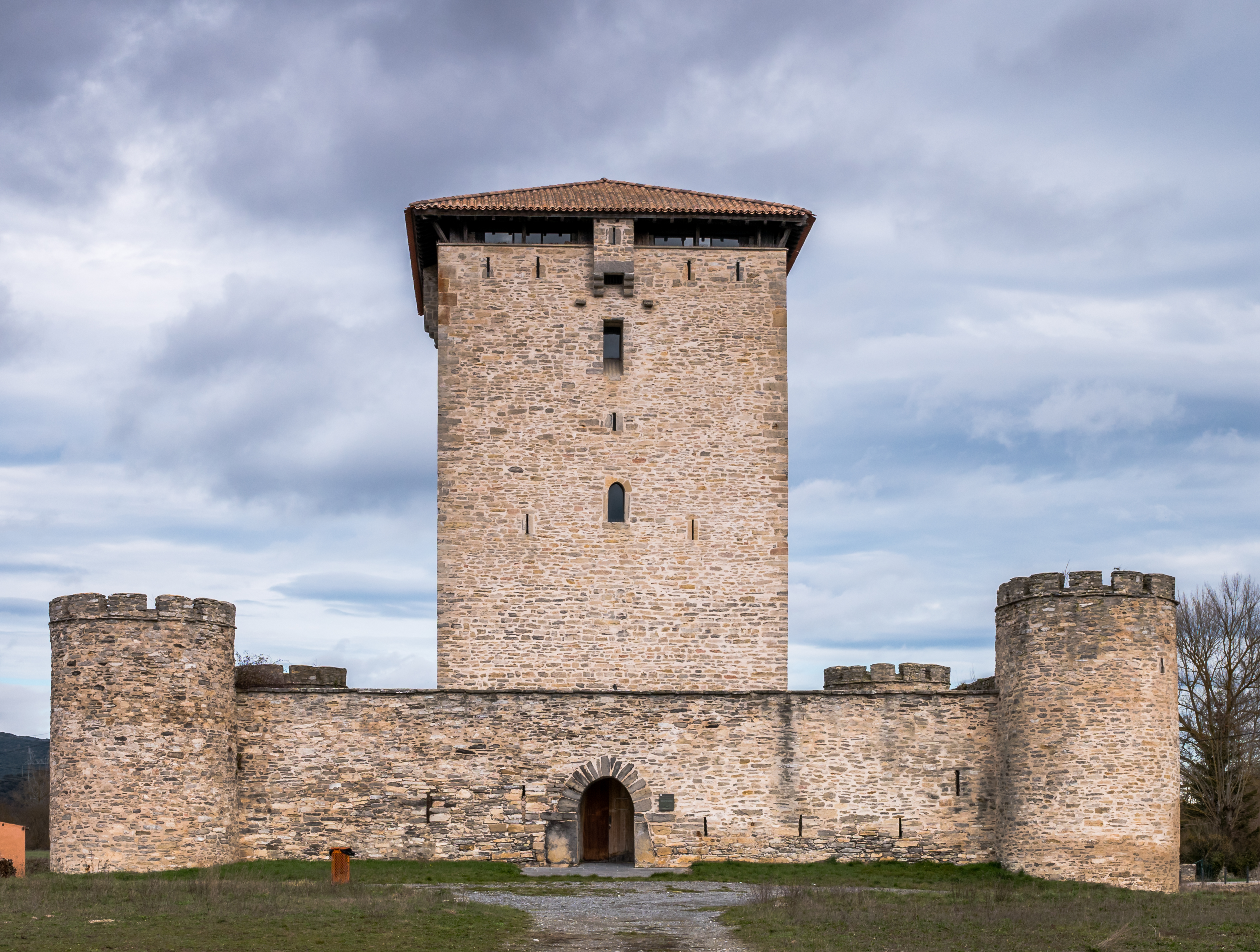
Torre de Mendoza em Álava

A Casa de Mendoza é uma família nobre espanhola, originária da localidade de Mendoza na actual província de Álava no País Basco. Os Mendoza entraram ao serviço do reino de Castela durante o reinado de Afonso XI (1312  1350). Álava, região montanhosa limitada pelos reinos de Castela e de Navarra, é um dos territórios bascos incorporados na Coroa de Castela através de forais. Antes dos Mendoza serem incorporados em Castela, Álava era um campo de batalha no qual as famílias senhoriais disputaram os seus contenciosos durante gerações. Em 1332, os Mendoza contavam com pelo menos um século de lutas com os Guevara. Outras famílias nobres alavesas, como os Ayala, os Velasco e os Orozco, já haviam derramado sengue e perdido vidas em episódios que vão desde emboscadas nocturnas a batalhas campais.
A partir do momento em que estas casas nobres entram ao serviço dos reis de Castela, as contendas foram terminadas, foram incorporados no exército castelhano, e os que apresentaram armas ao serviço do rei foram sobejamente recompensados.

## Linhagem
O concelho de Mendoza, atualmente parte do município de Vitoria-Gasteiz, esteve na origem de uma das linhagens mais ilustres e prolíficas da história espanhola. Esta linhagem ramificou-se por toda a Espanha e América dando lugar a mais de vinte casas com títulos nobiliárquicos, integrantes da aristocracia do Século de Ouro Espanhol. A origem desta linhagem está em Íñigo Lopes, senhor de Biscaia na segunda metade do século XII, cujo neto Lope Sánchez foi o primeiro senhor de Llodio e senhor de Álava pela confraria de Arriaga e casou com Sancha Díaz de Frías, que levou no dote o solar de Mendoza e o de Frías. O seu neto Lope Íñiguez foi o primeiro a usar o apelido Mendoza.
O filho deste último, Íñigo López de Mendoza, foi quem mandou edificar a Torre de Mendoza no princípio do século XIII. Assistiu na Batalha de Navas de Tolosa em 1212[controverso] e por ter contribuído na ruptura das correntes do cerco ao califa almóada Maomé Anácer, adicionou ao seu brasão de armas uma orla com as correntes.
O ramo principal da linhagem foi o dos duques do Infantado, o qual manteve a posse da Torre de Mendoza até 1856, ano em que foi vendida a Bruno Martínez de Aragón y Echánove. Este ramo cedo abandonaria o seu solar de origem, passando no século XIV a integrar a corte ao serviço dos reis castelhanos, instalando-se definitivamente em Guadalajara no século XV. O Duque do Infantado foi uma das figuras mais poderosas da corte, e dele se dizia em 1625 que possuía soberania sobre 800 vilas e teria mais de 80 000 vassalos.